# Histoire des Juifs au Soudan
L’histoire des Juifs au Soudan débute seulement à la fin du XIXe siècle quand des familles issues du judaïsme égyptien s’installent dans cette dépendance égyptienne. La communauté juive fut toujours très réduite ne dépassant jamais 1000 membres et disparut totalement après 1969.

## Installation et activités économiques
Dans les années 1880 un noyau de huit familles égyptienne s’installe au Soudan, se consacrant au commerce de la gomme arabique. 
Très vite la communauté prospère et rejoint l’élite économique du pays en compagnie des Italiens, des Grecs et des Britanniques. 
La construction du chemin de fer Égypte-Soudan dynamise les échanges et peu à peu la communauté élargit ses activités et devint active dans le commerce du cuivre, de l’ivoire et des plumes d’autruche. 
En 1925 le commerce de la gomme arabique est supplanté par celui du coton. 
Centrée sur ces activités commerciales, la communauté juive au Soudan ne compte aucun pauvre.

## Démographie et éducation
À son apogée, la communauté compte 1000 membres, la grande majorité sépharade, 10 % seulement d’origine ashkénaze, mais, contrairement à l’usage égyptien, les deux composantes de la communauté fusionnent peu à peu par le truchement des mariages mixtes. 
Les Juifs sont regroupés à Khartoum la capitale et à Omdourman à proximité immédiate. 
Il n’existe jamais de quartier spécifiquement juif, mais, durant l’épisode du soulèvement mahdiste, de 1881 à 1885, les juifs comme tous les non musulmans sont concentrés dans un quartier spécifique à Omdurman. 
Les enfants juifs sont scolarisés dans les écoles de la mission catholique canadienne où l’enseignement s’effectue en anglais.
Certains d’entre eux sont envoyés en internat en Égypte ou en Angleterre. 
Contrairement aux juifs d’Égypte tous les juifs du Soudan connaissent et pratiquent l’arabe avec la population autochtone, ils connaissent aussi l’anglais, langue du commerce et de l’administration, et parlent en privé aussi bien l’arabe que l’anglais ou le français selon leurs origines.

## Départ
La fondation de l’État d’Israël en 1948 n’a dans un premier temps pas de conséquences sur le sort de cette communauté, le pays étant encore une colonie britannique, mais l’accession du pays à l’indépendance en 1956 provoque un changement d’attitude à leur égard. 
Les répercussions de la crise du canal de Suez de 1956 et de l’hostilité croissante de l’Égypte à l’égard de ses juifs se font sentir dans le pays, provoquant une campagne de presse antisémite. 
Par ailleurs les nationalisations opérées à partir de 1960 nuisent à leurs activités économiques. 
La prise de pouvoir par le général Nemeiry en 1969 conduit toute la population juive à quitter le pays. 
Les 6 derniers Juifs quittent le pays en 1985. 